# Luigi Ferdinando Casamorata
Luigi Ferdinando Casamorata (Würzburg, 15 de maig de 1807 - Florència, 24 de setembre de 1881) fou un compositor italià.
Estudià dret, però ensems cultiva la música, col·laborant en la Gazettas Musicale de la capital de la Toscana i de Milà, i component diverses peces de concert, diversos ballets, una òpera titulada Iginia d'Asti i molta música sagrada. Casamorata a més organitzà l'Instituto musicale de Florència, devent-se-li també un Manuale di armonia (1876), i Origini ed ordinamento del R. Instituto musicale Fiorentino.